# AMT Backup
AMT Backup — небольшой полуавтоматический пистолет. Впервые он был произведен компанией Ordance Manufacturing Company (OMC) из Эль-Монте, Калифорния. Первые пистолеты, изготовленные OMC калибра .380 ACP, известны как OMC Backup. OMC произвела небольшую партию этих пистолетов, прежде чем инструменты были куплены Arcadia Machine & Tool, которая взяла на себя производство. Пистолеты AMT .380 ACP Backup производились компанией AMT в Эль-Монте, Ковина, Калифорния, и Ирвиндейле, Калифорния.
Первоначальный AMT Backup был создан с механизмом запуска только одинарного действия (SAO), в то время как в более поздних резервных копиях «Small Frame» и «Large Frame» использовался механизм только двойного действия (DAO). Эти пистолеты производились компанией AMT, а затем Galena Industries (до ноября 2001 г.). Пистолеты SAO были сделаны с ручным предохранителем, в то время как пистолеты DAO полагались на сильное нажатие на спусковой крючок для безопасного обращения.
AMT Backup был доступен в широком диапазоне калибров: .22 LR, .380 ACP, .38 Super, 9×19 мм Парабеллум, .357 SIG, .40 S&W, .400 Corbon и .45 ACP.
Маркетинговым слоганом пистолета было «самое маленькое и самое мощное» резервное оружие (имеется в виду версия .45 ACP).
Линейка пистолетов AMT Backup продавалась компанией High Standard Manufacturing.